# Le Papotin
 (mars 2024).
Le Papotin, journal atypique, est un journal français créé en 1989 par Driss El Kesri, Moïse Assouline, et Gilles Roland-Manuel. 
Sa rédaction est composée de journalistes non-professionnels porteurs pour la plupart de troubles du spectre de l'autisme.
Le journal publie depuis 1990 des entretiens avec des personnalités ainsi que des textes originaux, récits, chroniques, brèves et poèmes écrits par sa rédaction.
Depuis septembre 2022, le journal est adapté en émission de télévision intitulée Les Rencontres du Papotin, diffusée sur France 2. La rédaction du journal y rencontre une personnalité médiatique.

## Histoire
Le Papotin est créé en 1989 par Driss El Kesri, éducateur encadrant de jeunes entre 15 et 25 ans, rédacteur en chef du journal, par Moïse Assouline, psychiatre, président de l'Association, et Gilles Roland-Manuel, psychiatre, directeur de la publication pendant les premières années, à l’hôpital de jour d’Antony, dans les Hauts-de-Seine. Le successeur de Driss El Kesri, maintenant à la retraite, est Julien Bancilhon, psychologue dans cet hôpital de jour. Une des inspirations du Papotin est le lancement d’un journal fait par des sans-abri à New York, qui interviewait des personnalités, ce qui aidait à rendre visible des exclus :

« J’ai trouvé l’idée géniale, alors j’ai voulu la reproduire à mon échelle, avec deux principes simples : vient qui veut et la parole doit être recueillie telle quelle »

— Driss El Kesri
L'autre motivation à interviewer des personnalités est encore plus importante. Les « papotins » ont peu d'amis dans la vraie vie et passent beaucoup de temps avec les chanteurs, acteurs, qu'ils connaissent très bien, dans leur œuvre et souvent dans leur vie, grâce aux médias traditionnels. C'est donc une joie de les rencontrer en vrai.
Arnaud, l'un des journalistes présent dès les débuts, est considéré par El Kesri comme l'une des motivations initiales à la création du journal.
Le premier numéro paraît en mai 1990 avec une interview de l’artiste et psychologue américain Howard Buten, qui aide alors comme bénévole à l'Hôpital de Jour d'Antony, et qui restera le parrain principal du journal.
Driss El Kesri commente :

« Ça permettait aux jeunes de se sentir inscrits dans un environnement, d’avoir une place de citoyens pleine et entière quand beaucoup étaient à l’époque exclus de la société. On leur dit tellement de faire ci, de changer ça… Au Papotin, on les accepte comme ils sont et on n’a pas envie de les transformer. Comme tout le monde, chacun a son potentiel, ses forces, ses faiblesses, réussit certaines choses et en rate d’autres. On veut valoriser ça. »

— Driss El Kesri
La rédaction est initialement composée de neuf personnes avec El Kesri comme rédacteur en chef. Elles se réunissent dans une salle de l'hôpital de jour d'Antony. Par la suite, ils se réunissent au Théâtre du Lucernaire, à la Mission bretonne, dans le XIVe arrondissement de Paris, puis à la Maison des métallos.
Le premier numéro sort au mois de mai 1990.
En 2011, Marc Lavoine et Driss El Kesri publient le livre Toi et moi, on s'appelle par nos prénoms. Marc Lavoine est engagé auprès du journal depuis 1997,. Leur livre est adapté en documentaire en 2011 et diffusé sur France 3,.
En 2019, El Kesri et Cécile Pivot publient Le Papotin, trente ans d'écrits libres et atypiques, regroupant l'histoire du journal qui s'étale depuis plus de 30 ans. La même année sort le film Hors normes, des réalisateurs Olivier Nakache et Éric Toledano. Le film est en partie inspiré de la rencontre entre les deux réalisateurs et la rédaction du journal.
En 2021 sort le documentaire Les Mercredis du Papotin, d'une durée de 30 minutes et réalisé par James L. Frachon,. Le film est disponible légalement sur YouTube.
En 2022, sous l'idée de Toledano et Nakache, France Télévisions adapte à son tour l'idée en invitant la rédaction du journal à rencontrer une personnalité, qui répondra aux questions des journalistes. L'émission s'intitule Les Rencontres du Papotin. Elle est tournée à l'Institut du monde arabe et est diffusée sur France 2 en prime time depuis le 3 septembre 2022.
En 2023, la rédaction est composée de 53 journalistes issus de 14 institutions sanitaires et médico-sociales d'Ile-de-France.
En décembre 2023 est diffusé le documentaire Au cœur du Papotin réalisé par Paul Frère. Le film est une immersion du comité de rédaction du journal et de l'émission télévisée (lors de la préparation de sa seconde saison) mais aussi sur la création du journal, des personnalités qui y sont venues et du personnel encadrant,.
En janvier 2025, Le Papotin est désormais disponible à l'achat en kiosque pour son 42e numéro.

## Fonctionnement
Tous les mercredis matin, les journalistes se retrouvent pour une conférence de rédaction, débattre des sujets de la semaine et choisir les prochaines personnalités à interviewer. Ils apportent également les textes et dessins. Aucun de ses membres n’a été sélectionné en amont pour faire partie de la rédaction.
La publication du journal n'est pas régulière et sort environ un numéro par an.
Chaque numéro s’achète en ligne ou dans certaines librairies, dont une du quartier Barbès. Depuis le numéro 42 du 8 janvier 2025, Le Papotin est disponible en kiosque.

## Invités
Depuis sa création, le journal a rencontré de nombreuses personnalités telles que Leos Carax, Philippe Starck, Barbara, Renaud, Jean-Jacques Goldman, Bartabas, Howard Buten, Carla Bruni, André Dussolier, Ségolène Royal, Stéphane Hessel, Mireille Mathieu, Bertrand Delanoë, Simone Veil, Zazie.
Quatre présidents de la République française sont également venus à la rencontre de la rédaction : Jacques Chirac, Nicolas Sarkozy, Emmanuel Macron et François Hollande.

« À partir du moment où des célébrités ont franchi les portes de l’établissement, l’attention a été tout autre et le regard a changé de façon spectaculaire. »

— Driss El Kesri